# Richtergut (Leukersdorf)
Das Richtergut im tschechischen, damals deutschböhmischen Ort Leukersdorf (tschechisch Čermná) war ein Bauerngut, dessen Eigentümer besondere Rechte, insbesondere das Richteramt innehatten.

## Gebäude, Grundstück und Flurstücke
Das Richtergut war ein Bauerngut mit der Hausnummer 1 in Leukersdorf. Das Erdgeschoss des Wohnhauses mit Stube und Stall war in Massivbauweise ausgeführt, das darüberliegende Stockwerk in Fachwerkbauweise. Bis 1920 war das Dach des Wohnhauses mit Stroh, danach zusammen mit dem in den Jahren 1730 bis 1740 errichteten Nebengebäuden mit Zementziegeln gedeckt. Das Wohnhaus hatte in früheren Zeiten eine sehr große Stube, in der sich eine Schänke befand, in der getanzt werden konnte. In späterer Zeit wurde diese Stube in vier Zimmer umgebaut.
Zum Gut gehörten eine mit Stroh gedeckte Scheune, ein aus Holz und Lehm und mit einem Strohdach gedeckter Schuppen, ein Siedehaus sowie ein Dörrhaus. 1907 wurde ein Göpelschuppen errichtet. Das Bauerngehöft war noch im Jahr 1922 von einer Steinmauer umgeben, an dessen Eingangstor zwei alte Linden standen. Bis etwa 1880 standen an der Außenseite der Steinmauer eine Reihe von Pappeln, die später jedoch gefällt wurden.
Zum Richtergut gehörten neben dem Bauerngut die zwischen den Häusern Nr. 34 und Nr. 35 gelegene niedere Hube und die als Hundaß benannte obere Hube.

## Rechte
Ab 1591 hatten über einen Zeitraum von 257 Jahren die Eigentümer des Gutes zugleich das Richteramt in Leukersdorf inne, bis die Ortsrichter nach der Revolution von 1848/1849 im Kaisertum Österreich von den Vorstehern abgelöst wurden. Der erste bekannte Eigentümer des Bauernguts Nr. 1 in Leukersdorf, Benedikt Pieschel trat 1573 zugleich als Ortsrichter in Erscheinung. Letzter Besitzer des Richtergutes Leukersdorf wurde Franz Güttler am 15. Juli 1914; er war zugleich Gemeindevertreter und Direktor der Spar- und Darlehenskasse.
Der Eigentümer des Richterguts hatte zugleich die „Gerechtigkeit“ des Schank-, Back-, Salzschank- und Schlachtrechts. Zudem wurde im Richtergut die Gemeindekasse nebst der Gemeinderechnung aufbewahrt.

## Trivia
Am 30. August 1813 kamen französische Truppen auf der Flucht von der Schlacht bei Kulm und plünderten nachts u. a. auch das Richtergut. Dabei entwendeten sie u. a. die Gemeinderechnung für das Jahr 1812 sowie das gesamte ungezählte Bargeld aus der Gemeindekasse.